# Żukowo (powiat płocki)
Żukowo – wieś sołecka w Polsce położona w województwie mazowieckim, w powiecie płockim, w gminie Bielsk.
W latach 1975–1998 miejscowość należała administracyjnie do województwa płockiego.